# إقليم أويو
إقليم أويو (بالبرتغالية: Oio‏) هي أقليم في غينيا بيساو، تقع في North, Guinea-Bissau ‏، بلغ عدد سكانها 224,644 نسمة وذلك حسب إحصائيات سنة 2009، عاصمتها Farim ‏، تبلغ مساحتها 5,403.4 كيلومتر مربع.

## الموقع

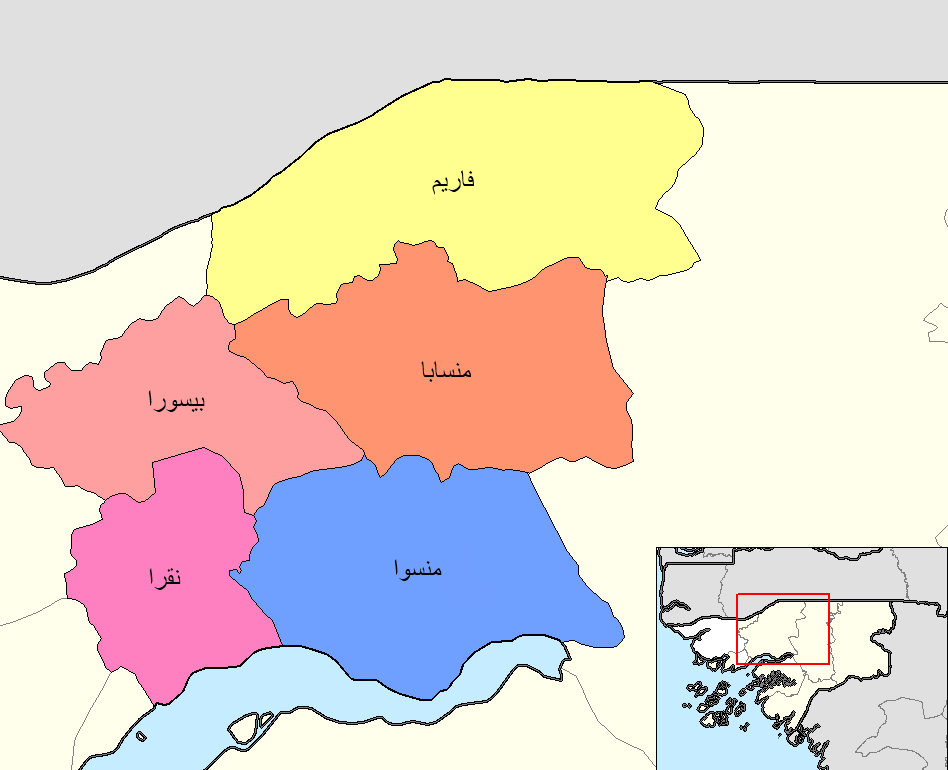
خريطة قطاعات إقليم أويو في غينيا بيساو.

تشترك في الحدود مع:
- إقليم بافاتا
- إقليم بيومبو
- بيساو
- اقليم كاشيو.